# Bobbed Hair
Pour plus de détails, voir Fiche technique et Distribution.
Bobbed Haïr est un film américain réalisé par Alan Crosland, sorti en 1925.

## Fiche technique
- Titre : Bobbed Haïr
- Réalisation : Alan Crosland
- Scénario : Lewis Milestone, Louis Bromfield, Jack Wagner et Alexander Woollcott
- Photographie : Byron Haskin et Frank Kesson
- Société de production : Warner Bros.
- Pays d'origine : États-Unis
- Format : Noir et blanc - 1,33:1 - Film muet
- Genre : comédie
- Date de sortie : 1925

## Distribution
- Marie Prevost : Connemara Moore
- Kenneth Harlan : David Lacy
- Louise Fazenda : Sweetie
- John Roche : Saltonstall Adams
- Emily Fitzroy : Aunt Celimena Moore
- Reed Howes : Bingham Carrington
- Pat Hartigan : Swede
- Walter Long : Doc
- Francis McDonald : Pooch
- Tom Ricketts : Mr Brewster
- Otto Hoffman : McTish
- Kate Toncray : Mme Parker
- Dolores Costello (non créditée)
- Helene Costello (non créditée)

## Accueil
Le film a reçu la note de 2/5 sur AllMovie.